# Actinostemon unciformis
Actinostemon unciformis är en törelväxtart som beskrevs av Eugene Jablonszky. Actinostemon unciformis ingår i släktet Actinostemon och familjen törelväxter. Inga underarter finns listade i Catalogue of Life.